# Костяков, Борис Александрович
Борис Александрович Костяков (5.08.1921, Ворсма, Павловский район, Нижегородская область — 22.06.2002, Запорожье, Украина) — командир орудия артиллерийского дивизиона 17-й гвардейской механизированной бригады 6-го гвардейского механизированного корпуса 4-й танковой армии 1-го Украинского фронта, гвардии старший сержант. Герой Советского Союза.

## Биография
Родился 5 августа 1921 года в посёлке Ворсма, ныне город Павловского района Нижегородской области, в семье крестьянина. Русский. Член ВКП(б)/КПСС с 1942 года. В 1936 году окончил 7 классов, а затем — школу ФЗУ при Ворсменском заводе складных ножей. Работал слесарем на этом заводе.
В Красную Армию призван Павловским горвоенкоматом в октябре 1940 года. Проходил службу в артиллерийском полку. Участник Великой Отечественной войны с октября 1941 года. В первом бою на Можайском шоссе орудийный расчет сержанта Костякова поджег два вражеских танка.
Принимал участие в боях на Курской дуге. В июле 1943 года в течение пяти суток вместе с пехотинцами артиллеристы Костякова отбивали следовавшие одна за другой вражеские атаки.
После войны Герой продолжал службу в рядах Вооружённых Сил СССР. Служил старшиной артиллерийской батареи. С 1948 года старшина Б. А. Костяков — в запасе. В 1953 году окончил индустриальный техникум. До 1965 года работал на автобусном заводе сначала мастером, а затем начальником участка цеха в городе Павлове Нижегородской области. Жил в областном центре Запорожской области Украины — городе Запорожье. Работал мастером кузнечно-прессового цеха завода «Днепроспецсталь». Являлся председателем совета ветеранов завода.
Умер 22 июня 2002 года. Похоронен на Капустяном кладбище в Запорожье.

## Подвиг
Командир орудия артиллерийского дивизиона 17-й гвардейской механизированной бригады (6-й гвардейский механизированный корпус, 4-я танковая армия, 1-й Украинский фронт) гвардии старший сержант Борис Костяков отличился при форсировании Одера.
В ночь на 26 января 1945 года переправил орудие через реку, участвовал в бою за город Кёбен (Köben), ныне Хобеня (англ. Chobienia), Польша. Находясь непосредственно в боевых порядках стрелковых подразделений, орудие подавляло огневые точки противника. В ходе боя поджёг самолёт противника, который приземлился на окраине города.
Указом Президиума Верховного Совета СССР от 27 июня 1945 года за образцовое выполнение боевых заданий командования на фронте борьбы с немецко-фашистскими захватчиками и проявленные при этом мужество и героизм, гвардии старшему сержанту Костякову Борису Александровичу присвоено звание Героя Советского Союза с вручением ордена Ленина и медали «Золотая Звезда» (№ 7949).
Отличился отважный артиллерист и в боях на подступах к Берлину в апреле 1945 года. На Берлинской магистрали его артиллерийский расчёт уничтожил три танка и две самоходки. В начале мая 1945 года Борис Костяков участвовал в освобождении Чехословакии, дошёл до Праги.

## Награды
Награждён орденами Ленина, Красного Знамени, Отечественной войны 1-й и 2-й степени, Красной Звезды, медалями.

## Память
- В октябре 2006 года на доме № 18 по улице Героев Сталинграда, где жил Герой с 1971 года по 2002 год, установлена мемориальная доска.